# Джин (сериал)
„Джин“ (на арабски: جِنّ) е йордански свръхестествен драматичен уеб сериал на „Нетфликс“ (Netflix).
Премиерата му е на 13 юни 2019 г. Сериалът се възприема противоречиво в Йордания, поради възприемане на съдържанието му за аморално, а някои правителствени агенции заплашват с цензура.

## Сюжет
„Джин“ следва историята на група тийнейджъри, които учат в частно училище в Аман. Те отиват на училищен лагер до Петра – град, известен като дом на древни демони и странни феномени. Животът на учениците е нарушен, когато се появява духовна фигура, случайно призована от Мира. Те трябва да се опитат да спрат джина да унищожи света.

## Актьори
- Салима Малхас – Мира
- Султан Алхаил – Ясин
- Хамзе Окаб – Керас
- Ралф Ричи Хиладо – Ричи
- Айша Шахалтог – Вера
- Заид Зуби – Хасан
- Бан Халауе – Лейля
- Ясер Ал Хади – Фахед
- Мохамад Низар – Насер
- Мохамад Хиндие – Омар
- Карам Таба – Джамил
- Абделразак Жаркас – Тарек
- Хана Шамун – г-жа Ола
- Фарис Ал Бахри – Нажи
- Манал Сехаймат – Лубна